# Bahnbetriebswerk Uelzen
Das Bahnbetriebswerk Uelzen (Kurzform Bw Uelzen, Abkürzung Ue) war ein Bahnbetriebswerk der Deutschen Bundesbahn (DB) und ihrer Vorgängerbahnen im Bahnhof Uelzen.
Das Bahnbetriebswerk gehörte zur Bundesbahndirektion Hannover (siehe auch Reichsbahndirektion Hannover) und hatte seinen Ursprung 1848, als an der Ostseite des Bahnhofs ein Lokschuppen gebaut wurde. Den Höhepunkt seiner Bedeutung für den Bahnverkehr erreichte das Betriebswerk in den 1930er- und 1940er-Jahren. Das betriebliche Ende lässt sich auf das Jahr 1984 datieren, als die Fahrzeuginstandhaltung vom Bahnbetriebswerk Hannover übernommen wurde.
In Uelzen waren in erster Linie Dampflokomotiven stationiert. Daneben gehörten Akkumulatortriebwagen, Schienenbusse und Kleinlokomotiven zum Bestand. Im Bahnhof waren in allen Dienststellen und Werkstätten 1949 fast 850 Personen beschäftigt. 1980 hatte der Bahnhof 520 Beschäftigte.

## Betriebsanlagen

Gleisplan des Personenbahnhofs (Pbf) und Bahnbetriebswerkes (Bw) Uelzen:
1: Empfangsgebäude
2: Lokschuppen West
3: Lokschuppen Ost
4: Wasserturm
5: Kohlebansen
6: Wagenwerkstatt
7: Wagenausbesserungswerkstatt
8: Schiebebühne
9: Bw-Verwaltung
Stand: 5. November 1941

Der Bahnhof Uelzen ist ein Inselbahnhof mit Bahnsteigen an der West- und Ostseite des Empfangsgebäudes. An der Ostseite verläuft die Bahnstrecke Hannover–Hamburg, an der Westseite die Verbindung Stendal–Uelzen–Langwedel (siehe Amerikalinie). Der Vorplatz und die Zufahrtsstraße befinden sich an der Südseite. Die Gebäude und Anlagen des Bahnbetriebswerkes befanden sich jenseits der Gleise für den Personenverkehr an den West- und Ostseiten und nördlich des Empfangsgebäudes vor der Zusammenführung der Gleise.
Das Bahnbetriebswerk hatte zwei Ringlokschuppen mit je einer Drehscheibe mit einem Durchmesser von 23 Metern. Ein Lokschuppen mit 22 Ständen befand sich auf der Westseite an der Straßenecke Bahnhofstraße-Auf dem Rahlande, der andere, 19-ständige Schuppen auf der Ostseite an der Ebstorfer Landstraße. An beiden Seiten waren die für Betrieb und Wartung von Dampflokomotiven notwendigen Anlagen vorhanden. Das Kesselspeisewasser wurde in zwei Wassertürmen mit 300 m³ Fassungsvermögen am West- und 240 m³ am Ostschuppen gespeichert. Die Befüllung der Wassertanks der Lokomotiven erfolgte über Wasserkräne, die sich zwischen Lokschuppen und Kohlebansen (Kohlelager) befanden. Die Brennstoffvorräte der Loks wurden durch Kräne an den Kohlebansen aufgefüllt. Für den Achswechsel verfügte das Betriebswerk über eine hydraulische Achssenke.
Nördlich des Empfangsgebäudes befand sich eine Wagenwerkstatt. Die Wagenhalle war ein rechteckiger vierständiger Schuppen mit parallelen Gleisen. Die dahinter liegende eingleisige Wagenausbesserungswerkstatt war über eine Schiebebühne angebunden. Die Gleise der Wagenwerkstatt selbst waren über Weichen mit dem Schienennetz des Bahnhofs verbunden.
Die Verwaltung des Betriebswerks war in einem Bürogebäude an der Ostseite untergebracht. Ein Übernachtungsgebäude für das Personal befand sich an der Westseite auf der gegenüberliegenden Straßenseite der Bahnhofstraße. Die Steuerung der Weichen und Signale erfolgte in den bis zu sieben Stellwerken des Bahnhofs. Eigene Stellwerke wurden nicht betrieben.

## Geschichte
1847 wurde die durch Uelzen führende Bahnstrecke Hannover–Hamburg bis Harburg, damals noch eigenständige Stadt des Königreichs Hannover, eröffnet. Die Geschichte des Bahnbetriebswerkes Uelzen beginnt 1848 mit dem Bau eines 50 m langen rechteckigen Lokschuppens mit drei Ständen an der Ostseite. Nach Fertigstellung der Hamburger Elbbrücken 1872 und der Eröffnung der Verbindung (Berlin)–Stendal–Uelzen–Langwedel–(Bremen) ein Jahr später war der Bahnhof ein Eisenbahnknoten zweier Hauptbahnen. 1873 wurden eine Wagenwerkstatt und zwei Ringlokschuppen gebaut, an der Westseite mit elf und an der Ostseite mit 15 Ständen. Dieser Schuppen wurde bereits fünf Jahre später auf seine endgültige Größe von 19 Ständen erweitert. Die Erweiterung des Lokschuppens auf der Westseite auf seine endgültige Größe von 22 Ständen kann nur ungenau mit dem Zeitraum 1903–1939 datiert werden.
Anfang des 20. Jahrhunderts wurde das Betriebswerk bis zum Ausbruch des Ersten Weltkrieges laufend erweitert und modernisiert. An der Westseite wurde 1903 ein Wasserturm gebaut, der Lokschuppen auf der Ostseite wurde 1905 mit einem Sammelrauchabzug mit 50 m hohem Schornstein ausgestattet und 1907 wurde die Wagenwerkstatt erweitert und erhielt eine Schiebebühne. 1909 wurde eine hydraulische Achssenke und 1914 eine Enteisungsanlage gebaut. Die Lokschuppen erhielten bereits 1911 Drehscheiben mit 16,26 m Durchmesser. Weitere Veränderungen gab es wieder in den 1930er-Jahren, als größere 23-m-Drehscheiben eingebaut wurden. Das geschah 1930 vor dem Ost- und 1939 vor dem Westschuppen.
Das Bahnbetriebswerk gehörte bis zum 31. März 1905 zum Maschinenamt Hannover. Ab dem 1. April war es dem Maschinenamt Stendal unterstellt und blieb dort, bis Deutschland nach dem Zweiten Weltkrieg in Besatzungszonen unterteilt wurde. Stendal lag in der sowjetischen und Uelzen in der britischen Besatzungszone. Das Betriebswerk wurde am 1. Juli 1945 einem neuen Maschinenamt Uelzen unterstellt. Dieses wurde bereits zum 1. März 1954 wieder aufgelöst und das Bahnbetriebswerk wurde eine Dienststelle des Maschinenamtes Braunschweig.
Gegen Ende des Zweiten Weltkrieges wurden zwei Luftangriffe gegen Uelzen geflogen. Am 22. Februar 1945 wurden die Stadt und der Bahnhof durch einen schweren Bombenangriff in großen Teilen zerstört oder verwüstet. Am 7. oder 8. April 1945, der genaue Tag ist unklar, wurden auf der Ostseite durch einen Fliegerangriff der Wasserturm, die Lokleitung, Außenanlagen der Werkstatt und der Lokschuppen teilweise zerstört.
Infolge der Deutschen Teilung verlor Uelzen seine Rolle als Verkehrsknotenpunkt. Die Verbindung auf der 1924 eröffneten Bahnstrecke Uelzen–Dannenberg über die Elbe nach Mecklenburg war ebenso wie die Verbindung über Stendal nach Berlin und in den Raum Leipzig, Chemnitz, Dresden unterbrochen. Der Schienenverkehr in Richtung Bremen verlor infolgedessen stark an Bedeutung. Dadurch musste für den Bahnbetrieb im Raum Uelzen eine geringere Anzahl Lokomotiven vorgehalten werden. Hinzu kam die Traktionsumstellung auf Elektro- und Diesellokomotiven, deren geringerer Wartungsaufwand weniger Betriebswerke erfordert. In der näheren Umgebung betraf das vor allem die Bahnbetriebswerke Lüneburg, das 1960 alle Fahrzeuge abgab, Soltau, das im gleichen Jahr aufgelöst wurde, und Celle, das 1964 bereits Außenstelle des Bahnbetriebswerks Braunschweig war und in dem Jahr dem Uelzener Betriebswerk unterstellt wurde.

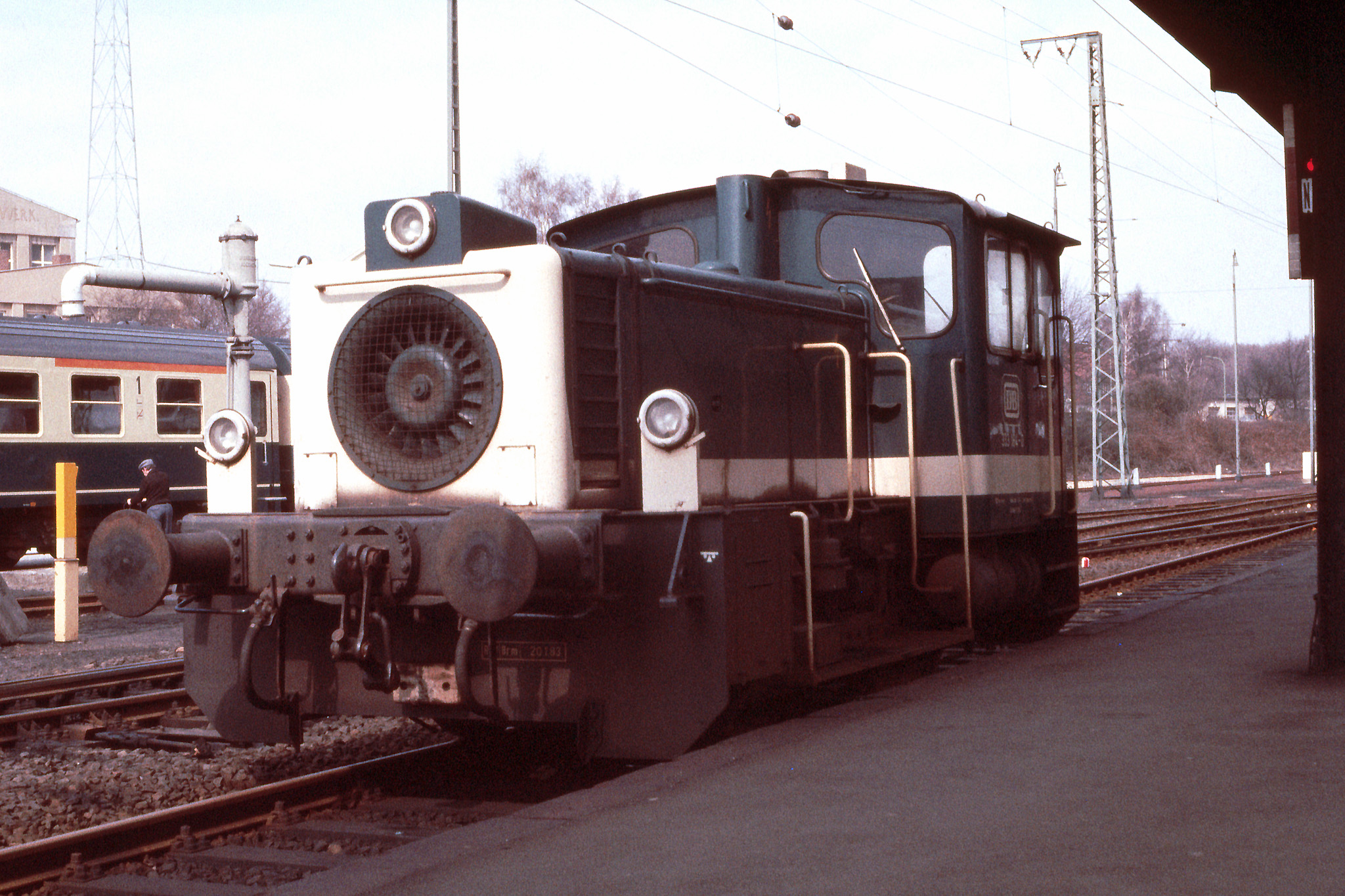
Die Kleinlok 333 184-0 war von 1976 bis 1982 im Bahnbetriebswerk Uelzen beheimatet und danach noch in Uelzen stationiert. Die Lok stand zum Aufnahmezeitpunkt auf der Westseite neben dem letzten erhaltenen Wasserkran.

In Uelzen betrafen die Veränderungen zunächst die im Krieg bereits beschädigte Osthälfte. 1956 und 1957/58 wurden Teile des Lokschuppens und 1965 der komplette Schuppen abgerissen. Im November 1967 wurden die letzten Reste beseitigt und im folgenden Jahr die Drehscheibe an die Bundeswehr verkauft. Auf der Westseite wurde 1969 der Wasserturm abgebaut, die weiteren Anlagen blieben erhalten und in Betrieb. Im Dezember 1979 wurden die Wagenhalle abgebrochen und die Übernachtungsräume renoviert.
Am 1. November 1982 wurde das Betriebswerk eine Außenstelle des Bahnbetriebswerkes Hannover. Die Auflösung der Fahrzeuginstandhaltung und Verlegung nach Hannover erfolgte am 17. Februar 1984. Im August desselben Jahres wurde die Außenstelle in einen „Zugsförderungstechnischen Stützpunkt“ umgewandelt. Die nicht mehr benötigten Gebäude und Anlagen wurden bis auf den Lokschuppen im März 1985 abgebrochen. Bis 1985 blieb ein Wasserkran erhalten, für den es durch das Dampflokverbot bereits seit 1977 keine sinnvolle Verwendung mehr gab.
Vom Bahnbetriebswerk Uelzen ist der Ringlokschuppen West erhalten geblieben, der im August 1994 zu einem Restpostenmarkt umgebaut wurde. Seit 2007 wird das Gebäude von der Deutschen Angestellten-Akademie genutzt. Auf dem Gelände der ehemaligen Osthälfte des Betriebswerkes wurden Ende der 1980er-Jahre eine Park-and-Ride-Anlage und ein Supermarkt gebaut.

## Bahnstrecken
Uelzen ist oder war an fünf Bahnstrecken angebunden:
- Bahnstrecke Hannover–Hamburg (seit 1847)
- Amerikalinie (seit 1873) mit den Strecken
  - Stendal–Uelzen (ab 1945 bis Nienbergen, seit 1999 wieder durchgängig)
  - Uelzen–Langwedel (Bremen)
- Bahnstrecke Uelzen–Dannenberg (1924–1996)

## Fahrzeuge

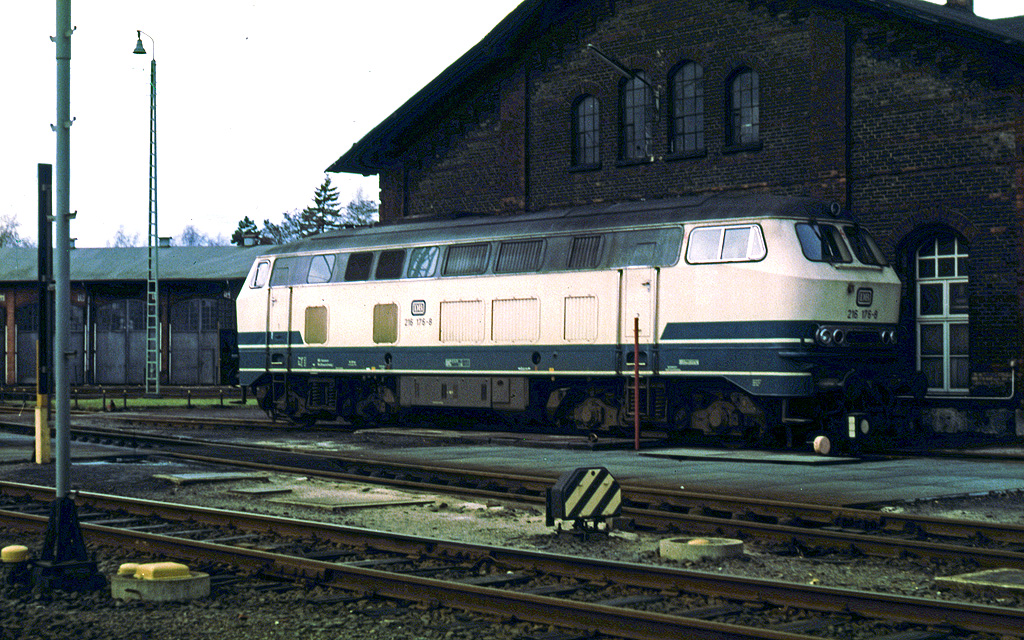
216 176-8 wurde zwischen zwei Einsätzen am Lokschuppen auf der Westseite des Bahnhofs abgestellt.

In Uelzen waren zur Reichsbahn- und Bundesbahnzeit Personen- und Güterzuglokomotiven mit Schlepptender und Güterzug-Tenderlokomotiven stationiert. Daneben gehörten Akkumulatortriebwagen, Schienenbusse und Kleinlokomotiven zum Bestand. Der Dampflokomotivpark setzte sich zur Hälfte aus Güterzug- und jeweils einem Viertel aus Personenzug- und Tenderlokomotiven zusammen. Die Traktionsumstellung auf Elektro- und Dieselantrieb machte die Dampflokomotiven für den Personenzugverkehr auf der Hauptbahn Hannover–Hamburg überflüssig. Die Tenderloks wurden durch Rangier- und Kleinlokomotiven ersetzt. Die zurückgehende Auslastung der Personenzüge auf den Nebenbahnen führte zur Stationierung von Schienenbussen.
Uelzen gehörte bis zur Annexion durch Preußen 1866 zum Königreich Hannover. Damit dürften in der Anfangszeit Lokomotiven der Hannoverschen Staatsbahn stationiert gewesen sein.
Erste einzelne Stationierungen sind aus den Anfängen des 20. Jahrhunderts bekannt. Im März 1909 wurden in Uelzen zwei fabrikneue Akkumulatortriebwagen der Bauart Wittfeld, bezeichnet als Hannover 17/18 und Hannover 19/20 (preußische A 2), stationiert. 1912 wurden aus dem Bahnbetriebswerk Wittenberge zwei weitere Triebwagen AT 453/454 und AT 455/456 (preußische A 3) übernommen. 1919 erhielt das Betriebswerk Schnellzuglokomotiven der preußischen Baureihe S 9.
Die beiden aus Wittenberge übernommenen Akkumulatortriebwagen fielen 1920 als Reparationsleistung an die Polnischen Staatsbahnen (PKP). Akkumulatortriebwagen waren in Uelzen insgesamt 51 Jahre lang stationiert. In der Nachkriegszeit ist im Zeitraum 1947 bis 1951 die Stationierung von Triebwagen der Baureihe ETA 180 bekannt. Diese Fahrzeuge wurden 1950/51 aus Uelzen abgezogen und zu ETA 177 umgebaut. Als weitere Baureihe waren bis 1960 drei Triebwagen ETA 178 beheimatet. Im Februar und März 1960 endete mit der Abgabe von zwei Fahrzeugen dieser Baureihe für den Arbeitszugdienst nach Oberlahnstein der Einsatz von Akkumulatortriebwagen in Uelzen.
Der erste bekannte Fahrzeugbestand stammt aus dem Jahre 1925. Verzeichnet waren Schnellzuglokomotiven der Baureihe 13.6–8, die in den Folgejahren ersatzlos ausgemustert wurden und Personenzuglokomotiven der Baureihe 38.10–40. Von dieser Baureihe wurden als preußische P 8 bereits 1914 zwei fabrikneue Lokomotiven (Betriebsnummern 2418 und 2419, später 38 1653 und 1654) der damaligen Königlichen Eisenbahndirektion (KED) Altona in Uelzen beheimatet, obwohl das Bahnbetriebswerk zu der Zeit zur Königlichen Eisenbahndirektion Hannover gehörte. Die 38 1654 befand sich 1925 noch im Uelzener Bestand. Die KED Hannover selbst stationierte in den Jahren 1919 bis 1922 zehn neue Maschinen. Die Baureihe 38.10–40 war bis in die 1960er-Jahre in Uelzen beheimatet. Die letzten zwei Lokomotiven wurden 1966 an das Bahnbetriebswerk Bremen Hbf abgegeben.
Einen großen Anteil am Bestand hatte zur Reichsbahnzeit mit gut 40 Maschinen die Güterzugbaureihe 55.25–56. Daneben waren Lokomotiven der Baureihen 54.8–10 und 57.10–35 verzeichnet. In den 1950er-Jahren waren zeitweise die Baureihen 52, 56.20–29 und 41 stationiert. Letztere gelangte ab Dezember 1969 kurzzeitig aus dem Bahnbetriebswerk Bremen Rbf wieder nach Uelzen, die Lokomotiven wurden bereits 1970 zurückgegeben, ausgemustert oder nach Hameln weitergegeben. Zu den Baureihen, die zur Bundesbahnzeit zeitweilig in Uelzen beheimatet waren, gehörte wieder die Baureihe 55.25–56, die mit elf Exemplaren ab dem 12. Oktober 1960 aus dem aufgelösten Betriebswerk Soltau nach Uelzen gelangte. Dauerhaft war in der Nachkriegszeit die Einheitsbaureihe 50 beheimatet. Die letzten Lokomotiven dieser Baureihe wurden Mitte 1975 abgestellt.
Ständig in Uelzen beheimatet waren Güterzug-Tenderlokomotiven. In den 1920er- und 30er-Jahren gehörte die Baureihe 91.3–18 zum Bestand. Aus der Bundesbahnzeit sind die Baureihen 86, 91.3–18 und Baureihe 94.5–17, welche die vorher genannte bis 1960 ersetzte, bekannt.
In den 1950er-Jahren waren ferner zeitweilig Personenzug-Tenderloks der Baureihen 64 und 74.4–13 im Betriebswerk stationiert.
Zum Winterfahrplan 1964 wurden in Uelzen Uerdinger Schienenbusse VT 95 aus dem Bahnbetriebswerk Celle beheimatet. Bis 1966 erhielt das Uelzener Bahnbetriebswerk alle Braunschweiger Fahrzeuge der Baureihe VT 95, so dass zum Jahreswechsel 1966/67 ein Bestand von 26 Schienenbussen und 30 Beiwagen verzeichnet war. Im Oktober 1969 kamen noch die Fahrzeuge gleicher Baureihe aus dem Bahnbetriebswerk Delmenhorst hinzu. Anfang der 1970er-Jahre begann bereits die Ausmusterung oder Abgabe der Schienenbusse. Das letzte Fahrzeug wurde am 27. September 1976 nach Trier umstationiert.
1964 kam ein Turmtriebwagen Baureihe 701 nach Uelzen, der bis zur Auflösung des Bahnbetriebswerkes im Bestand blieb.
In den 1980er-Jahren waren in Uelzen nur noch Klein- und Rangierlokomotiven stationiert, die teilweise bereits in anderen Bahnbetriebswerken beheimatet waren.

### Fahrzeugeinsatz
Die im März 1909 stationierten Triebwagen Hannover wurden von Uelzen aus auf den Verbindungen nach Soltau, Salzwedel, Celle und Bevensen eingesetzt. Zwei weitere 1912 beheimatete Fahrzeuge aus Wittenberge verkehrten vom Bahnhof Salzwedel aus auf der Bahnstrecke Salzwedel–Dannenberg. Ab dem 16. Mai 1930 bis zum Ausbruch des Zweiten Weltkriegs im September 1939 verkehrten Akkumulatortriebwagen einmal werktäglich nach Verden (Aller) und zurück. Aus der Vorkriegszeit ist der Einsatz auf der Strecke Uelzen–Dannenberg im Vorortverkehr nach Stoetze bekannt. In der Nachkriegszeit bis 1960 erfolgte der Akkumulatortriebwagen-Einsatz auf der Strecke Hannover–Hamburg bis Celle und Lüneburg, auf der Amerikalinie nach Soltau und Nienbergen und auf der Mühlenbahn bis nach Braunschweig.
Das Einsatzgebiet der Baureihe 38.10–40 reichte 1928 auf der Strecke Hannover–Hamburg bis zum Bahnhof Hamburg-Altona und nach Lehrte. Auf der Amerikalinie gelangten die Lokomotiven bis Bremen Hauptbahnhof und über die Strecke Uelzen–Dannenberg bis zum Bahnhof Wittenberge. Zur Bundesbahnzeit 1960 gehörten die Amerikalinie zwischen Bremen und Nienbergen, die Strecke Hannover–Hamburg, die Heidebahn Hannover–Buchholz und die Mühlenbahn Wieren–Braunschweig zum Einsatzbereich. Im Winter 1965/66 beförderten die letzten zwei im Erhaltungsbestand verbliebenen 38er ein Zugpaar Soltau–Hamburg.
Die Einheitsbaureihe 50 wurde sowohl im Güter- wie auch Personenverkehr eingesetzt und bediente die Strecken der 38.10–40. In den 1950er- und 60er-Jahren kam die Baureihe 50 neben Personenzug-Tenderloks der Baureihe 64 vor Kurzzügen mit zwei Plattformwagen, die zeitweise verkehrten, zum Einsatz. Beide Baureihen gelangten über Dannenberg auf der Bahnstrecke Salzwedel–Dannenberg bis nach Lüchow. bis 1975 wurden alle 50er an das Bw Lehrte abgegeben.
Von 1964 an wurden nach der Übernahme des Bahnbetriebswerkes Celle deren Schienenbusleistungen übernommen: Celle–Verden (Aller), Celle–Braunschweig, Plockhorst–Peine, Celle–Gifhorn, Celle–Langenhagen, Uelzen–Dannenberg, Uelzen–Wieren, Uelzen–Celle und Uelzen–Lehrte. Ab Oktober 1969 folgten mit den Verbindungen Rotenburg–Verden, Rotenburg–Walsrode und Bremen–Uelzen die Umläufe des Bahnbetriebswerks Delmenhorst im Raum Soltau. Bis 1976 übernahmen Fahrzeuge der Baureihe 798 aus dem Bahnbetriebswerk Braunschweig alle Leistungen der Uelzener Schienenbusse.
Der Turmtriebwagen 701 kam bei der Elektrifizierung der Strecke Hannover–Hamburg und bei der späteren Instandhaltung und Wartung der Oberleitung zum Einsatz. Bereich der Rangier- und Kleinlokomotiven war neben dem Rangierdienst im Bahnhof Uelzen der Übergabegüterdienst.

### Fahrzeugbestand
| Typ                   | Baureihe | Anzahl | Nummern |
| --------------------- | -------- | ------ | --- |
| Schnellzuglok         | 13.6–8   | 5      | 13 672, 719, 751, 752, 754 |
| Personenzuglok        | 38.10–40 | 14     | 38 1654, 1744, 2572, 2573, 2684, 2801, 2819, 2820, 2871, 2878, 3018, 3599, 3720, 3721 |
| Güterzuglok           | 54.8–10  | 8      | 54 836, 874, 887, 888, 918, 1047, 1049, 1081 |
| Güterzuglok           | 55.25–56 | 43     | 55 2523, 2530, 2531, 2538, 2735, 2736, 2737, 2738, 2739, 2740, 2904, 2908, 2909, 2913, 3089, 3090, 3091, 3093, 3318, 3319, 3324, 3327, 3517, 3574, 3592, 3746, 3749, 3756, 3764, 4012, 4478, 4479, 4480, 4791, 4795, 5177, 5328, 5417, 5418, 5477, 5478, 5481, 5488 |
| Güterzuglok           | 57.10–35 | 6      | 57 1802, 1831, 1832, 1894, 1897, 2596 |
| Güterzug-Tenderlok    | 91.3–18  | 8      | 91 1148, 1488, 1491, 1492, 1498, 1564, 1565, 1787 |
| Akkumulatortriebwagen | A 2      | 3      | AT 223/224, 225/226, 231/232 |

| Typ                | Baureihe | Anzahl | Nummern |
| ------------------ | -------- | ------ | --- |
| Personenzuglok     | 38.10–40 | 15     | 38 1523, 1744, 1889, 2572, 2573, 2684, 2688, 2801, 2819, 2871, 2878, 3186, 3599, 3720, 3721 |
| Güterzuglok        | 54.8–10  | 3      | 54 836, 887, 1049 |
| Güterzuglok        | 55.25–56 | 40     | 55 2523, 2530, 2538, 2735, 2737, 2738, 2740, 2904, 2908, 2909, 2911, 2913, 3089, 3090, 3091, 3319, 3324, 3327, 3517, 3574, 3746, 3756, 3764, 3781, 4012, 4027, 4193, 4287, 4478, 4480, 4596, 4791, 4795, 5177, 5328, 5417, 5418, 5477, 5478, 5488 |
| Güterzuglok        | 57.10–35 | 6      | 57 1802, 1832, 1894, 1897, 2046, 2066 |
| Güterzug-Tenderlok | 91.3–18  | 10     | 91 1020, 1148, 1319, 1488, 1491, 1492, 1498, 1564, 1601, 1787 |

| Typ                   | Baureihe | Anzahl | Nummern |
| --------------------- | -------- | ------ | --- |
| Personenzuglok        | 38.10–40 | 11     | 38 1737, 2297, 2360, 2581, 2756, 2909, 3125, 3186, 3218, 3729, 4032                                                                                       |
| Güterzuglok           | 50       | 27     | 50 036, 415, 477, 541, 585, 778, 780, 841, 947, 983, 1012, 1168, 1287, 1332, 1556, 1691, 1816, 1833, 1871, 1952, 2219, 2224, 2283, 2315, 2319, 2320, 2768 |
| Güterzug-Tenderlok    | 92.5–10  | 4      | 92 602, 662, 727, 815 |
| Akkumulatortriebwagen | ETA 178  | 4      | ETA 178 103, 104, 105, 110 |
| Diesellok             | V 20     | 1      | V 20 008 |

| Typ            | Baureihe | Anzahl | Nummern |
| -------------- | -------- | ------ | --- |
| Güterzuglok    | 050      | 10     | 050 452, 550, 570, 776, 794, 815, 842, 868, 979 Z-Lok: 050 535                                                        |
| Güterzuglok    | 051      | 6      | 051 446, 625, 654, 734, 761, 814                                                                                      |
| Güterzuglok    | 052      | 13     | 052 207, 319, 465, 501, 511, 513, 544, 548, 561, 791, 902 Z-Loks: 052 586, 719                                        |
| Güterzuglok    | 053      | 2      | 053 013, 065 |
| Schienenbus    | 795      | 22     | 795 204, 278, 347, 348, 349, 350, 394, 395, 396, 397, 398, 491, 505, 506, 507, 508, 509, 600, 604, 605, 606, 607      |
| Beiwagen       | 995      | 23     | 995 155, 156, 247, 248, 250, 265, 272, 275, 291, 401, 403, 404, 409, 441, 442, 444, 453, 500, 502, 503, 505, 506, 507 |
| Turmtriebwagen | 701      | 1      | 701 078 |
| Kleinlok       | 323      | 3      | 323 006, 147, 213 |
| Kleinlok       | 324      | 1      | 324 003 |
| Kleinlok       | 332      | 1      | 332 120 |

## Nachweise
Geschichte
- Verein Historisches Uelzen e. V.: Arbeitskreis Eisenbahn in Uelzen. 28. März 2010, archiviert vom Original (nicht mehr online verfügbar) am 26. Oktober 2012; abgerufen am 29. März 2025.

Betriebsanlagen
- Deutsche Reichsbahn-Gesellschaft, Reichsbahndirektion Hannover (Hrsg.): Bahnhof Uelzen. Zeichnung und Gleisplan, 5. November 1941.

Fahrzeuge
- Ulrich Bornmüller, Dr. Rolf Meyer (Red.): Eisenbahnzeit im Wendland: Beiträge zur Eisenbahngeschichte des Landkreises Lüchow-Dannenberg. 1. Auflage. Hartmut Geller, Museumsverein Wustrow e. V., 1990, ISBN 3-925861-06-8, S. 42–48.
- RolfWiso's Homepage: Das Bahnbetriebswerke Uelzen (Memento vom 13. August 2004 im Internet Archive)

Einzelnachweise
1. ↑  bundesweite Standorte der DAA. Abgerufen am 28. März 2025.
2. 1 2  Rocco Kadow: Das Bahnbetriebswerk Salzwedel. Hrsg.: Dirk Endisch. 1. Auflage. Verlag Dirk Endisch, Leonberg-Höfingen 2006, ISBN 3-936893-30-6, S. 60.
3. 1 2 3  Arbeitskreis Eisenbahn in Uelzen im Verein Historisches Uelzen e. V.: Zeittafel 1901–2000. 6. März 2006, archiviert vom Original (nicht mehr online verfügbar) am 16. Juni 2009; abgerufen am 16. Dezember 2007.
4. 1 2 3  Bäzold, Rampp, Tietze: Technische Entwicklungen. Die Baureihen: Akkumulatortriebwagen und Stromschienen-Triebwagen. In: Elektrische Triebwagen deutscher Eisenbahnen. 1. Auflage. Band 5.1.1. Alba, Düsseldorf 1997, ISBN 3-87094-164-2, S. 97, 98, 105, 131, 136.
5. 1 2 3  Hansjürgen Wenzel: Die preußische P 8. Die Baureihe 38.10. EK-Verlag, Freiburg 1994, ISBN 3-88255-140-2, S. 137, 145–146, 148, 301–302.
6. 1 2  Jürgen Krantz, Roland Meier: Baureihen VT 95 - VT 98. Die Schienenbusse der Deutschen Bundesbahn. 1. Auflage. Transexpress Verlag, Stuttgart 2002, ISBN 3-613-71173-7, S. 98, 151.
7. 1 2  Ulrich Bornmüller, Dr. Rolf Meyer (Red.): Eisenbahnzeit im Wendland: Beiträge zur Eisenbahngeschichte des Landkreises Lüchow-Dannenberg. 1. Auflage. Hartmut Geller, Museumsverein Wustrow e. V., 1990, ISBN 3-925861-06-8, S. 46–47.

Koordinaten: 52° 58′ 12″ N, 10° 33′ 12″ O